# Xanthorhoe rupicola
Xanthorhoe rupicola är en fjärilsart som beskrevs av Thomas Vernon Wollaston 1858. Xanthorhoe rupicola ingår i släktet Xanthorhoe och familjen mätare. Inga underarter finns listade i Catalogue of Life.